# Taxi Orange
Taxi Orange war eine Reality-TV-Serie, die vom Österreichischen Rundfunk in den Jahren 2000 (1. Staffel; 16. September bis 30. November 2000) und 2001 (2. Staffel; 20. April bis 27. Juni 2001) ausgestrahlt wurde, in ähnlichem Format wie die weltweit erfolgreiche Serie Big Brother. Aufgrund sinkender Einschaltquoten wurden keine weiteren Staffeln produziert.

## Die Sendung
Bei Taxi Orange lebte eine Gruppe von 13 jungen Menschen gemeinsam in einem Kutscherhof genannten Haus im 13. Wiener Gemeindebezirk in der Speisinger Straße 66. Als Taxifahrer verdienten sie ihren Lebensunterhalt, dafür hatten sie zwei orangefarbene Taxis (daher der Name) zur Verfügung. Die Wohnung, der Hof und die Fahrzeuge waren mit Kameras ausgestattet. Das gesamte Leben der Taxi-Orange-Kandidaten wurde aufgezeichnet und in einer Zusammenfassung täglich ausgestrahlt. Einmal die Woche wählten die Zuschauer ihren Lieblingskandidaten, der dann nach kurzer Bedenkzeit einen seiner Mitbewohner aus der Sendung ausschloss. Der letzte im Haus verbliebene Kandidat erhielt eine Million Schilling Preisgeld. Moderatorin der Sendung war Dodo Roscic, als Außenmoderator fungierte Oliver Auspitz. Der Titelsong „Siegerstraße“ zur Sendung stammte von der österreichischen Band Ohrrausch.

## Das Format
Das Format wurde im Auftrag des ORF von Mischa Zickler entwickelt, der damit 2001 mit dem österreichischen Fernsehpreis Romy ausgezeichnet wurde.
Der ORF verkaufte das Format unter dem Namen Biri bizi gözetliyor („Jemand beobachtet uns“) an einen türkischen Sender, der es bis 2003 in insgesamt vier Staffeln mit ähnlichem Erfolg ausstrahlte.

## Die Kandidaten
Die Kandidaten wurden in Österreich innerhalb weniger Wochen zu Stars.

### 1. Staffel
- Max Schmiedl, der Sieger der ersten Staffel, brachte im Anschluss an die Sendung ein erfolgreiches CD-Album heraus, wurde 2002 Star der Comedy-Sendung echt fett und 2004 für ein halbes Jahr Moderator der Fußballshow Volltreffer auf dem österreichischen Privatsender ATV. 2007 war er in der schon nach wenigen Wochen wieder eingestellten österreichischen Daily Soap Mitten im 8en zu sehen. Seit 2011 moderiert er die Quizshow Quiz Taxi Österreich.

- Andrea Konrad, genannt Magenta, wurde Mitglied im ORF-Stiftungsrat, dem sie seit September 2006 nicht mehr angehört.

- Robert Höchtl, genannt Mama, outete sich bereits in der ersten Sendung als homosexuell und blieb als solcher längere Zeit prominent. In der zweiten Staffel wirkte er neben Brigitte Xander und Robert Kratky in der Jury mit.

- Walter Pirchl und Hansjörg Trenkwalder gründeten mit Crazy Orange eine mäßig erfolgreiche Popband.

- Christoph Kornschober, stand 2005 und 2006 als Schauspieler für die Telenovela Julia – Wege zum Glück vor der Kamera.

- Linda Naar übernahm nach ihrem Auszug aus dem Haus die Pflege von WG-Kater „Orange“ und moderierte kurzzeitig eine Sendung auf Radio Grün-Weiß.

### 2. Staffel
Die Kandidaten der zweiten Staffel, obschon auch sie marktanteilsmäßig erfolgreich war, wurden nach Ende der Sendung schnell vergessen. Die Sieger beider Staffeln, Max Schmiedl und Josef Kendlbacher (Killy), spendeten ihre Gewinne von jeweils einer Million Schilling (ca. 72.600 Euro): Max spendete alles an missbrauchte Kinder, Killy spendete 90 Prozent an Licht ins Dunkel, den Rest gönnte er Freunden und sich selbst.
Ein Kandidat der zweiten Staffel wurde am Einzugstag gekürt. Jeder, der einen Taxischein in Wien besaß, konnte sich anmelden, und über das Radio stimmten die Zuschauer ab, sodass ein Bewerber einziehen konnte.

## Die Taxis
Nach dem Ende der zweiten Staffel wurde der Wagen Nummer 5, welcher kein Kameraauto, sondern lediglich ein nach TXO-Muster lackierter Regiewagen war, dem SOS-Kinderdorf Hinterbrühl gespendet. Von dort gelangte er später ins Kinderdorf nach Pinkafeld, welches ihn Ende 2006 veräußerte. Das erste der drei Taxis wurde Anfang 2002 versteigert, die beiden anderen wurden in ORF-Silber umlackiert und weiterverwendet. Der silberne Wagen Nummer 4 (Jurywagen) verblieb ebenfalls beim ORF.

## Die öffentliche Diskussion
Schon vor Beginn der Ausstrahlung setzte in Österreich eine ausführliche und heftig geführte Diskussion darüber ein, ob öffentlich-rechtliche Sender Reality-Formaten näher treten dürfen. Selbst im Nationalrat fand das Format Erwähnung. Nach Ende der ersten Staffel sah sich der ORF genötigt, eine öffentliche Anhörung zu Taxi Orange abzuhalten.